# ديلسدورف
ديلسدورف (بالألمانية: Dielsdorf) هي بلدية سويسرية تتبع لمقاطعة ديلسدورف في كانتون زيورخ. تبلغ مساحتها 5.86 كيلومتر مربع، ويقدر عدد سكانها بـ 5966 نسمة (حسب تعداد ديسمبر 2017).

## أعلام
- كاترين مولر
- سيلفيا سبروس